# Maerua de-waillyi
Maerua de-waillyi är en kaprisväxtart som beskrevs av Aubrev. och Pellegr. Maerua de-waillyi ingår i släktet Maerua och familjen kaprisväxter. Inga underarter finns listade i Catalogue of Life.